# Manat
Manāt (in arabo  ﻣﻨﻮة‎? o مناة) era una divinità araba preislamica che faceva parte della triade femminile venerata principalmente nella regione del Ḥijāz. I Nabatei infatti l'adoravano sotto il nome di Manawat o Manawatu e la identificavano con Nemesi considerandola, secondo Julius Wellhausen, la madre di Hubal.
Secondo la testimonianza di Hishām b. al-Kalbī, Manāt era la divinità più antica delle triade, formata anche da Allāt e al-ʿUzzā ed è stato ipotizzato che essa potesse rappresentare il Destino, cui tutto soggiace.
Il luogo di culto della dea - raffigurata sotto forma di un masso di pietra bianca - era nella località di Quḍayḍ, presso Mushallal, a 15 chilometri circa da Yathrib (poi Medina), nella fascia costiera che corre lungo il Mar Rosso.
Il suo santuario fu fatto distruggere dal profeta Maometto dopo la conquista della Mecca nel gennaio 630 d.C., equivalente al ramadan 8 dell'Egira. Si narra che quando fu alla distanza di quattro o cinque giornate di viaggio da Medina, Maometto avesse mandato suo cugino e genero ʿAlī a distruggere l'idolo. Egli provvide secondo gli ordini, razziò il tesoro conservato nel santuario e lo portò al Profeta. Tra le prede vi erano due spade, donate alla divinità da al-Ḥārith ibn Abī Shamir al-Ghassānī, il governatore ghassanide di al-Shām (corrispondente alla Grande Siria). Una spada si chiamava Mikhdham (la Tagliente) e l'altra Rasūb (la Penetrante). Il Profeta donò entrambe le spade ad ʿAlī.